# Miliza Korjus
Miliza Elizabeth Korjus (Varsovia, 18 de agosto de 1909 – Culver City, California, 26 de agosto de 1980) fue una cantante, soprano operística estadounidense, y que hacia el final de su carrera también trabajó como actriz cinematográfica en Hollywood durante su Época de Oro, así como también en México de igual forma durante su Época de Oro.

## Inicios
Korjus nació en Varsovia, Polonia, siendo sus padres Arthur Korjus, un teniente coronel estonio del Ejército Imperial Ruso y posterior jefe de Gabinete del ministro de la Guerra de Estonia, y Anna Gintowt, descendiente de la nobleza polaca y lituana. El nacimiento en Varsovia, entonces parte del Imperio ruso, se debió a que su padre se encontraba destinado allí en esa época, aunque posteriormente la familia se trasladó a Moscú. Korjus era la quinta de un total de seis hermanos (un chico y cinco chicas). Durante la revolución rusa de 1917 sus padres se separaron, y en 1918 ella se trasladó a vivir a Kiev con su madre y con sus hermanas, recibiendo allí formación musical.

## Carrera
Siendo adolescente, Korjus viajó por la Unión Soviética formando parte del Coro Dumka. En 1927, mientras actuaba en Leningrado, consiguió cruzar la frontera y pasar a Estonia, donde se reunió con su padre. A partir de entonces empezó a actuar en giras por los países bálticos y Alemania y, en 1929, se casó con Kuno Foelsch. Korjus continuó con su carrera concertista como soprano en Alemania, formando finalmente parte de la Staatsoper Unter den Linden de Berlín en 1933. Sus actuaciones y grabaciones operísticas la catapultaron rápidamente a la vanguardia de las cantantes europeas y le valieron el sobrenombre de "El ruiseñor de Berlín". El productor cinematográfico Irving Thalberg oyó sus grabaciones y firmó con ella un contrato cinematográfico por un período de diez años sin haberla visto.
El primer film de Korjus en Hollywood fue The Great Waltz (1938), título sobre el cual Frank Nugent, del New York Times, opinaba que era "un escaparate para Miliza Korjus", destacando también su parecido con Mae West. Gracias a este papel, Korjus fue nominada al Óscar a la mejor actriz de reparto.
Estaba previsto que en 1940 Korjus protagonizara una versión cinematográfica de la novela Sandor Rozsa, pero sufrió una fractura de una pierna en un accidente de tráfico y, aunque pudo evitarse la amputación, necesitó una larga recuperación, motivo por el cual el film hubo de cancelarse. En 1941 ya se encontraba suficientemente recuperada e inició una gira por México y posteriormente por los países de Sudamérica. Durante dicha gira, los Estados Unidos entraron en la Segunda Guerra Mundial, y Korjus decidió regresar y permanecer en territorio mexicano mientras durara la contienda. Estando ya instalada en México, rodó una película en español, Caballería del Imperio.
En 1944 Korjus volvió a los Estados Unidos, actuando en el Carnegie Hall. Viajó por el país varios años más, asentándose finalmente en Los Ángeles, California. Posteriormente fundó la compañía Venus Records, con la cual lanzó al mercado muchas de sus primeras grabaciones.

## Vida privada
En 1952 se casó con Walter Shector, retirándose como concertista y dedicándose a partir de entonces a las grabaciones discográficas. Milza Korjus falleció a causa de un  fallo cardiaco en 1980 en Culver City, California, y fue enterrada en el Cementerio Westwood Village Memorial Park de Los Ángeles.
La hija de Korjus, Melissa F. Wells, nació en Estonia en 1932, y durante más de cuarenta años formó parte del cuerpo diplomático estadounidense, destacando su servicio como Embajadora de Estados Unidos en Estonia entre 1998 y 2001.

## Grabaciones
- Miliza Korjus Collector's Edition
- Miliza Korjus I: arias y extractos de La flauta mágica, Le toréador, La Zingara, Lucia di Lammermoor, Ernani, Rigoletto, I vespri siciliani, Mireille, Dinorah, Los cuentos de Hoffmann, Lakmé, Sadkó, La novia del zar, El gallo de oro, Proch: Tema e variazioni, CD 89054 (Preiser Lebendige Vergangenheit)
- Miliza Korjus II: arias y extractos de El rapto en el Serrallo, El barbero de Sevilla, Rigoletto, Lakmé, canciones de Léo Delibes, Mortiz Moszkowski, Carl Maria von Weber, Chopin, Johann Strauss (hijo), Aleksandr Aliabiev, Luigi Arditi, Luigi Denza, Rossini, Wilhelm Taubert, Muller, Theo Mackeben, CD 89169 (Preiser Lebendige Vergangenheit)
- Miliza Korjus III: arias y extractos de obras de Johann Strauss II, Wolfgang Amadeus Mozart, Vincenzo Bellini etc. CD 896795 (Preiser Lebendige Vergangenheit)
- Miliza Korjus - The Berlin Nightingale CD 727031918622 (Pearl)

## Premios y distinciones
Premios Óscar
| Año  | Categoría               | Película     | Resultado |
| ---- | ----------------------- | ------------ | --------- |
| 1939 | Mejor Actriz de Reparto | El gran vals | Nominada  |